# Abergement-lès-Thésy
Abergement-lès-Thésy è un comune francese di 66 abitanti situato nel dipartimento del Giura nella regione della Borgogna-Franca Contea.

## Società

### Evoluzione demografica
Abitanti censiti